# Ruvuma (Region)
Ruvuma ist eine der 31 Regionen in Tansania. Die Hauptstadt ist Songea. Die Region ist 63.669 Quadratkilometer groß und hat rund 1,8 Millionen Einwohner (Volkszählung 2022). Sie liegt im südlichen Hochland von Tansania. Der Malawisee im Westen liegt rund 300 Meter über dem Meer, das gebirgige Hochland hat Berge bis 2000 Meter Höhe. Rund drei Viertel der Bevölkerung leben von der Landwirtschaft, die wichtigsten Anbauprodukte sind Kaffee, Bohnen, Mais, Erdnüsse, Reis, Kartoffeln, Tabak, Maniok, Sesam, Hirse, Kokosnüsse, Cashewnüsse, Sorghum und Sonnenblumen. Weiters leben 9,5 Prozent der Bevölkerung vom Handel und 4,9 Prozent vom Bergbau.

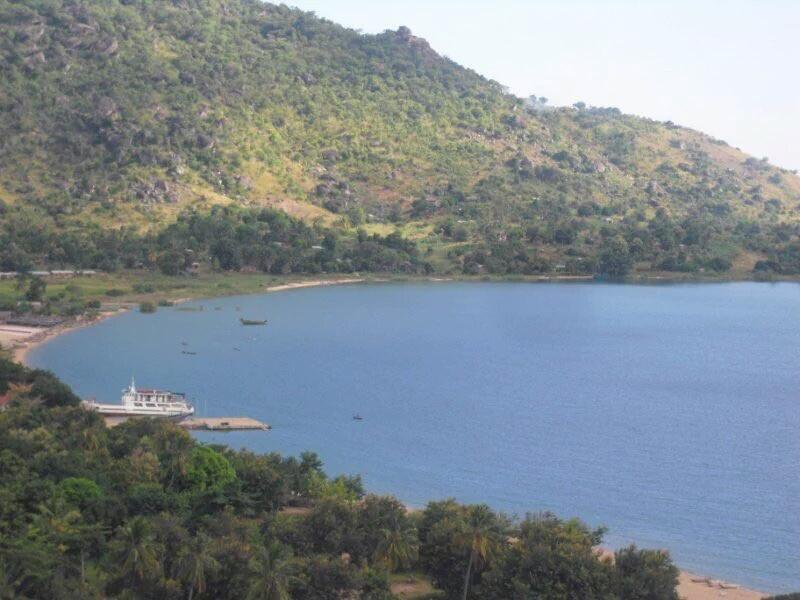
Mbamba Bucht am Malawisee

## Geographie
| Im Westen der Region liegt der Malawisee, der auch die Grenze zu Malawi bildet. Der See liegt im westlichen Arm des Ostafrikanischen Grabens, von seinen Ufern steigt das Land zur Matengo Hochebene bis zu 2000 Meter hoch auf. Im Norden liegen die Lukumburu Berge, ebenfalls 2000 Meter hoch. Nach Süden sinkt das Land zum Fluss Rovuma ab, der dem Distrikt den Namen gab. Er bildet die Grenze zu Mosambik und fließt nach Osten in den Indischen Ozean. Wichtige Nebenflüsse sind Njuga, Likonde, Ngembambili und Lukimwa. | Die zur Anzeige dieser Grafik verwendete Erweiterung wurde dauerhaft deaktiviert. Wir arbeiten aktuell daran, diese und weitere betroffene Grafiken auf ein neues Format umzustellen. (Mehr dazu) |

Agro-ökologisch wird Ruvuma in drei Zonen eingeteilt:
- Hochland: Der gebirgige nördliche und westliche Teil der Region hat jährliche Niederschläge von 1000 bis 1500 Millimeter, die hauptsächlich in der Regenzeit fallen.
- Mittelland: Die sehr hügelige Zone in einer Höhenlage von 800 bis 1500 Meter über dem Meer schließt an das Hochland an und hat Niederschläge von 1100 bis 1300 Millimeter im Jahr.
- Tiefland: Das flache Land wird nur durch sanfte Hügel durchbrochen, liegt 600 bis 900 Meter über dem Meeresspiegel und es regnet 900 bis 1200 Millimeter im Jahr.[5]

### Klima
Der Distrikt ist einer der kühlsten in Tanzania, die Höchsttemperatur liegt meist bei 27 Grad Celsius. Es gibt eine ausgeprägte Regenzeit, die im November beginnt und bis Ende April dauert. Vor allem die Monate Juni bis September sind sehr trocken. Das Klima ist subtropisch, Cwa nach der effektiven Klimaklassifikation.
|                        | Jan  | Feb  | Mär  | Apr  | Mai  | Jun  | Jul  | Aug  | Sep  | Okt  | Nov  | Dez  |   |      |
| Mittl. Temperatur (°C) | 22,6 | 22,5 | 22,2 | 21,5 | 19,6 | 17,8 | 17,3 | 18,6 | 20,6 | 22,5 | 23,6 | 22,8 | ⌀ | 21   |
| Mittl. Tagesmax. (°C)  | 27   | 26,9 | 26,6 | 25,7 | 24,5 | 23,2 | 22,7 | 24,1 | 26,4 | 28,4 | 29,1 | 27,8 | ⌀ | 26   |
| Mittl. Tagesmin. (°C)  | 18,2 | 18,1 | 17,9 | 17,3 | 14,7 | 12,4 | 12   | 13,1 | 14,8 | 16,7 | 18,2 | 17,8 | ⌀ | 15,9 |
|                        |      |      |      |      |      |      |      |      |      |      |      |      |   |      |
| Niederschlag (mm)      | 266  | 262  | 270  | 136  | 15   | 1    | 5    | 0    | 2    | 11   | 74   | 222  | Σ | 1264 |

| 18,2 |

| 18,1 |

| 17,9 |

| 17,3 |

| 14,7 |

| 12,4 |

| 12 |

| 13,1 |

| 14,8 |

| 16,7 |

| 18,2 |

| 17,8 |

| 18,2 |

| 18,1 |

| 17,9 |

| 17,3 |

| 14,7 |

| 12,4 |

| 12 |

| 13,1 |

| 14,8 |

| 16,7 |

| 18,2 |

| 17,8 |

### Nachbarregionen
| Njombe | Morogoro                                    | Lindi   |
| Malawi | Kompassrose, die auf Nachbargemeinden zeigt | Mtawara |
|        | Mosambik                                    |         |

| Seit dem Jahr 1966, als Tansania in zwanzig Regionen reorganisiert wurde, hat Ruvuma bereits seine heutige Form. Die interne Aufteilung in Distrikte änderte sich seither. Namtumbo ist seit der Zählung im Jahr 2002 ein eigener Distrikt, der von Songea abgetrennt wurde. Der Distrikt Nyasa wurde 2012 vom Nachbardistrikt Mbinga abgespalten. Das durchschnittliche jährliche Bevölkerungswachstum verringerte sich von über drei Prozent im Zeitraum vor 1988 auf knapp zwei Prozent seit 2002. | Die zur Anzeige dieser Grafik verwendete Erweiterung wurde dauerhaft deaktiviert. Wir arbeiten aktuell daran, diese und weitere betroffene Grafiken auf ein neues Format umzustellen. (Mehr dazu) |

Die Region wird in sechs Land-Distrikte (DC, District Council) und zwei selbständige Städte (MC, Municipal Council und TC, Town Council) unterteilt:
| Distrikt | Typ | Einwohner 1988 | Einwohner 2002 | Einwohner 2012 | Einwohner 2016 | Einwohner 2022 |
| -------- | --- | -------------- | -------------- | -------------- | -------------- | -------------- |
| Madaba   | DC  |                |                |                | 52.005         | 65.215         |
| Mbinga   | DC  |                |                | 353.683        | 244.256        | 285.582        |
| Mbinga   | TC  |                |                |                | 140.747        | 158.896        |
| Namtumbo | DC  | 137.038        | 175.051        | 201.639        | 219.495        | 271.368        |
| Nyasa    | DC  |                |                | 146.160        | 159.103        | 191.193        |
| Songea   | DC  |                |                | 173.821        | 137.209        | 178.201        |
| Songea   | MC  |                |                | 203.309        | 221.213        | 286.285        |
| Tunduru  | DC  | 170.320        | 247.055        | 298.279        | 324.693        | 412.084        |

## Bevölkerung
In Ruvuma leben verschiedene Ethnien, am weitesten verbreitet sind Matengo, die im Distrikt Mbinga über sechzig Prozent der Bevölkerung ausmachen. Wanyasa, Wamanda und Wapoto leben vor allem am Malawisee, Nguni sind die größte Ethnie in der Stadt Songea und Wayao im Distrikt Tunduru.
Das Geschlechterverhältnis betrug 94, das heißt auf hundert Frauen kamen 94 Männer. Die Alphabetisierung der Über-Fünfjährigen beträgt 76 Prozent bei Männern und 71 Prozent bei Frauen (Stand 2012).

## Einrichtungen und Dienstleistungen
- Bildung: In der Region Ruvuma gibt es 783 Grundschulen, 764 staatliche und 19 private. Von den 8831 notwendigen Klassen sind 5306 vorhanden (Stand 2016). Im Jahr 2017 besuchten neunzig Prozent der schulpflichtigen Kinder eine Schule.[17] Die Anzahl der weiterführenden Schulen beträgt 146.[18]
- Gesundheit: Für die medizinische Versorgung der Bevölkerung gab es vier Spitäler, 22 Gesundheitszentren und 209 Apotheken (Stand 2017).[18]

## Wirtschaft und Infrastruktur

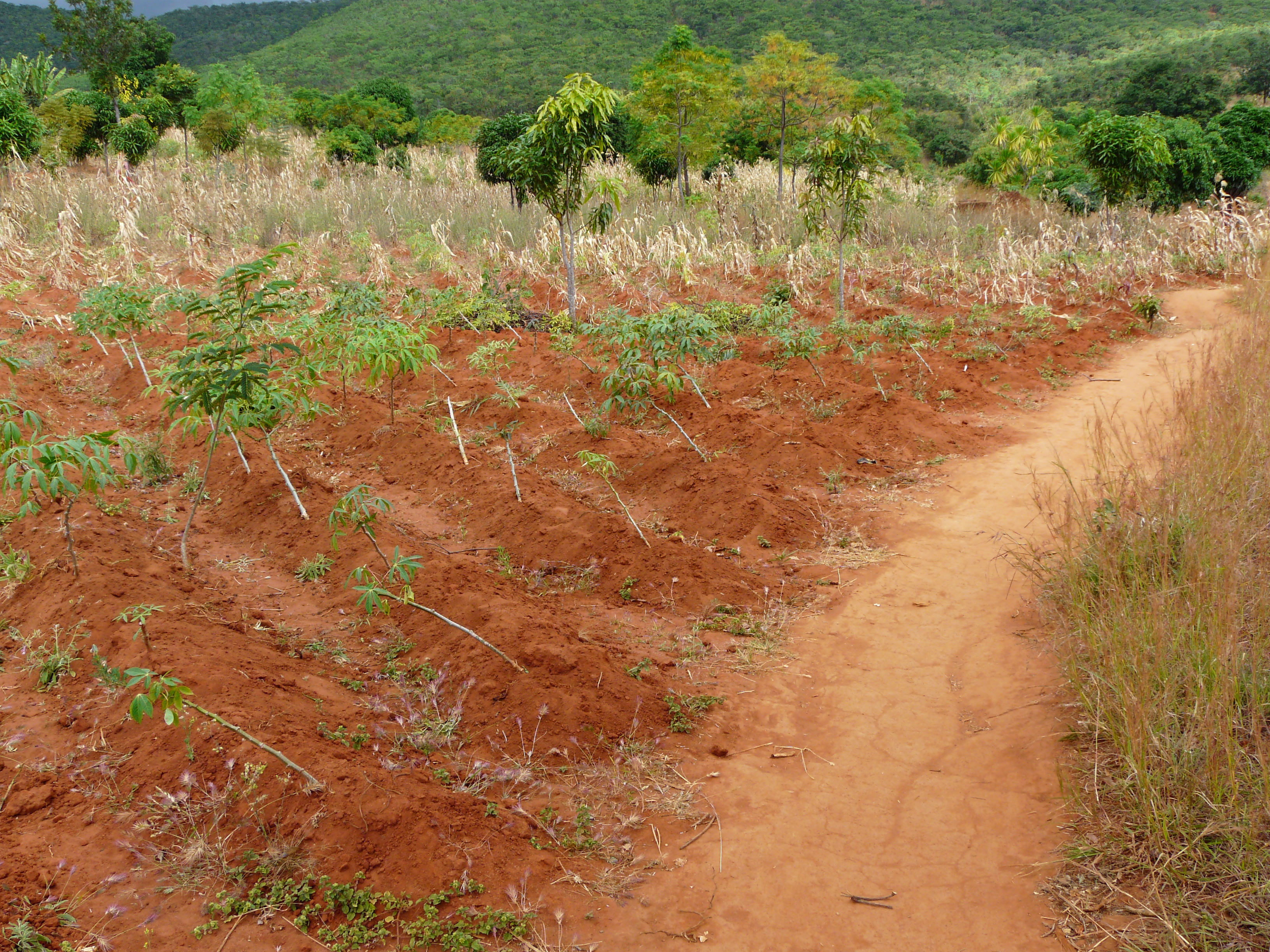
Ackerbau in Ruvuma

Drei Viertel der Bevölkerung über zehn Jahren sind in der Landwirtschaft beschäftigt. Danach folgt der Bereich Handel und Gewerbe mit rund acht Prozent und der Bergbau mit drei Prozent.

### Landwirtschaft
Die Landwirtschaft wird hauptsächlich von Kleinbauern betrieben. Der Ertrag ist relativ hoch, da gutes Saatgut und Düngemittel verwendet werden. Vermarktet werden Mais, Sonnenblumen und Sojabohnen, im Distrikt Minga auch Kaffee und in den Distrikten Tunduru und Namtumbo auch Cashewnüsse. Die Hauptfrucht für den Eigenbedarf ist Mais, der auf über sechzig Prozent des Ackerlandes angebaut wird, gefolgt von Maniok, Reis und Bohnen. Nutztieren werden von der Hälfte aller Haushalte gehalten, vor allem Geflügel, Rinder und Ziegen.

### Forstwirtschaft
Die 1.283.870 Hektar Wald nehmen zwanzig Prozent der Landesfläche ein. Sie dienen nicht nur der Holzernte, sondern sind auch Basis für 38.000 Bienenstöcke. Ein Viertel der Landwirte beschäftigt sich auch mit Forstwirtschaft.

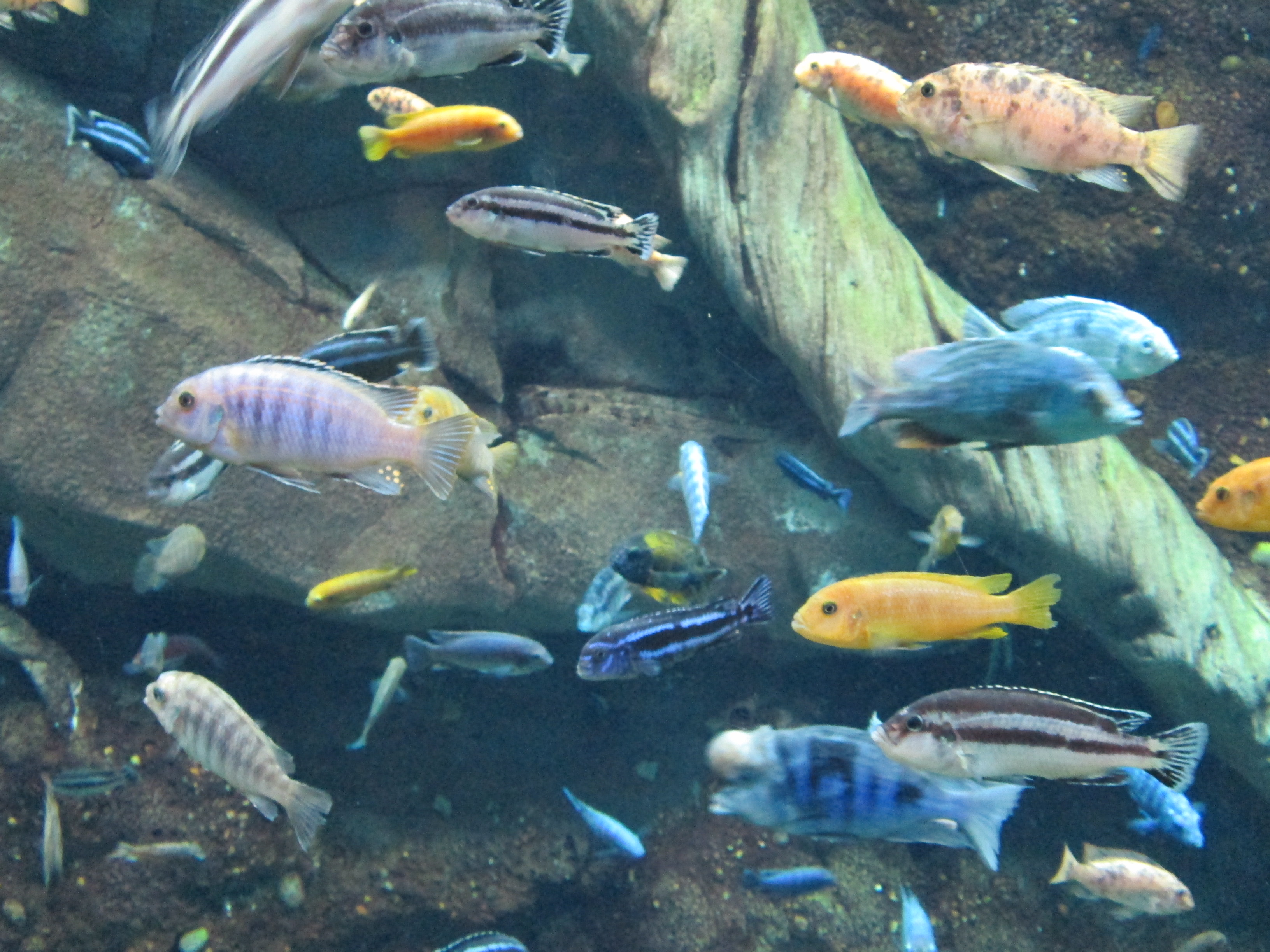
Malawi Cichliden

### Fischerei
Die Anzahl der von Fischfang lebenden Haushalte ist mit zwei Prozent gering. Im Jahr 2015 wurden 4662 Fischer registriert, vor allem am Malawisee, aber auch an den größeren Flüssen Ruhuhu, Ruhuji, Lukimwa, Ruvuma, Mwambesi, Nampungu und Muhuwesi. Mit 2436 Fischerbooten wurden 266.000 Tonnen Fisch gefangen.
Der Malawisee ist bei Aquarianern bekannt für seine Vielfalt an bunten Cichliden. Im Jahr 1996 hat Tansania 50.000 Aquarienfische nach Europa exportiert.

### Produktion
Die Betriebe in Ruvuma sind großteils Kleinbetriebe mit weniger als fünfzig Mitarbeitern. Etwa die Hälfte der Betriebe waren Getreidemühlen, mehr als ein Viertel waren Tischlereien (Stand 2015).

### Infrastruktur

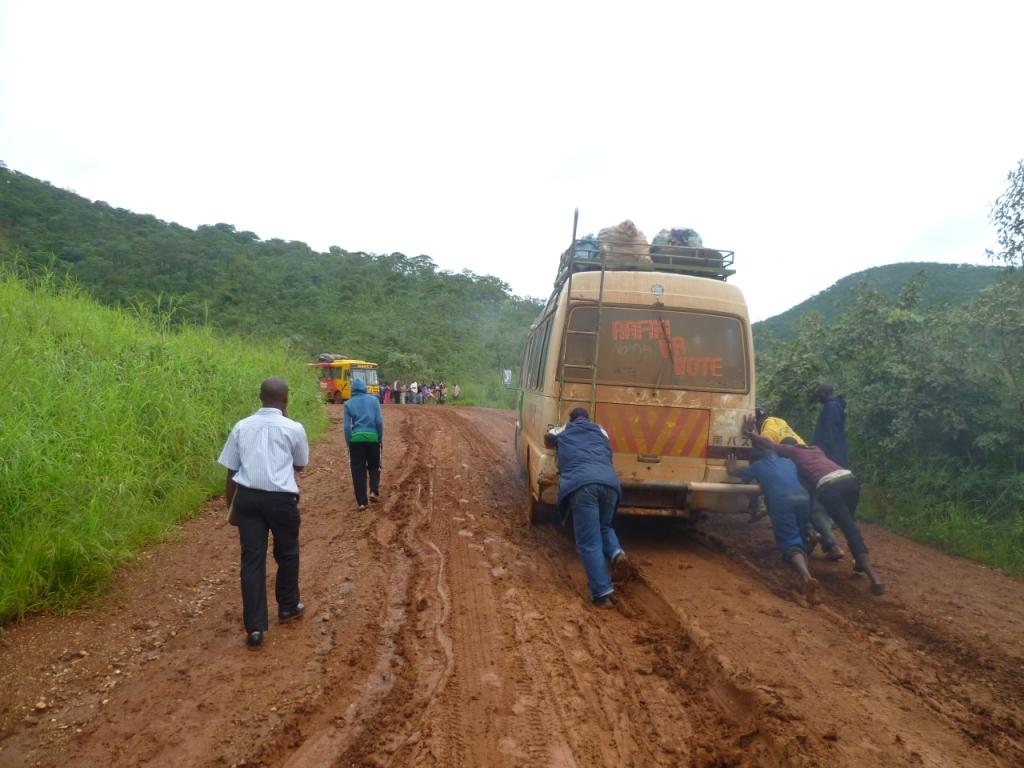
Erdstraße zum Malawisee (2012)

- Straßen: Von der Hauptstadt Songea gehen fünf Straßen sternförmig aus. Eine nach Westen zum Malawisee, eine Richtung Süden nach Mosambik. Die Straße nach Osten führt quer durch die Region nach Tunduru und weiter in die Nachbarregion zum Indischen Ozean. Nach Nordosten führt eine Straße nach Ifakara in der Region Morogoro und nach Nordwesten führt die Straße, auf der man über Njombe und Iringa die Hauptstadt Dodoma erreicht.[27]
- Elektrizität: Seit der Inbetriebnahme der 220 kV-Leitung im Jahr 2018, die Ruvuma mit dem nationalen Netz in der Region Njombe verbindet, hat die Region ein stabiles Stromnetz.[28]